# Roedion Henrique
Roedion "Dion" Henrique (Curaçao, 22 dicembre 1993) è un giocatore di football americano olandese, che gioca come cornerback per i Fehérvár Enthroners.
Inizia a giocare nel 2011 per gli Amsterdam Panthers, per poi passare 4 stagioni a partire dal 2013 in due diverse squadre universitarie; nel 2019 si trasferisce agli Hildesheim Invaders e nel 2021 in ELF con i Leipzig Kings. Dal 2024 gioca nei Fehérvár Enthroners.